# Thomas Watts (Bibliothekar)
Thomas Watts (* 28. April 1811 in London; † 9. September 1869 ebenda; Pseudonym: Verificator) war ein britischer Bibliothekar.

## Leben

### Kindheit und Jugend
Thomas Watts wurde am 28. April 1811 als zweites Kind des wohlhabenden Maurers Joseph Watts und dessen zweiter Frau Sarah Philips geboren. Mit seinem drei Jahre älteren Bruder Joshua und seiner vier Jahre jüngeren Schwester Ann Elizabeth verband ihn zeitlebens eine enge Freundschaft.
Um 1805 erwarb Joseph Watts die sogenannten Peerless Pool Bäder und bebaute weitere Teile des Grundstücks. Die Bäder lieferten einen stattlichen Gewinn, mit dem Watts die Erziehung seines Sohnes Thomas an der Linnington’s Academy finanzierte. Nach seiner Schulzeit widmete sich Watts der Literaturwissenschaft und der Linguistik. Seine Studien der keltischen, slawischen und orientalischen Sprachen machten Watts zu einem regelmäßigen Besucher der Bibliothek des British Museums (heute: British Library), über die er 1837 auch einen Artikel im Mechanic’s Magazine veröffentlichte.

### Tätigkeit am British Museum
Als die Drucke im Besitz des British Museum im Jahr 1837 vom Montagu House in den Nordwest-Flügel des neuen, von Sir Robert Smirke entworfenen Gebäudes transferiert werden sollten, wurde die Hilfe von freiwilligen Arbeitskräften nötig. Neben Watts wurden auch Nicholas Simons, George Bullen und John Humffreys Parry als Volontäre aufgenommen, die später alle einen bezahlten Posten am British Museum erhielten. Es zeigte sich, dass Watts aufgrund seiner Sprachkenntnisse auch bei der Katalogisierung eine Hilfe wäre und schon bald war er allein für die Erschließung der Sammlungen von Sir Richard Colt Hoare und Rev. Clayton Mordaunt Cracherode zuständig.
Auf Initiative von Anthony Panizzi wurde Watts am 17. Januar 1838 zum bezahlten Assistenten befördert und erhielt zehn Monate später am 27. November einen unbefristeten Vertrag. Ab 1839 war Watts Teil einer fünfköpfigen Arbeitsgruppe zur Erstellung eines neuen Bibliothekskataloges, der neben Panizzi selbst auch John Winter Jones, John Humffreys Parry und Edward Edwards angehörten.
Während der Arbeit am neuen Katalog wurden die Differenzen zwischen Watts und Edwards immer deutlicher, was sich durch Edwards’ Publikationen im Athenaeum nicht besserte. Watts publizierte, ebenfalls im Athenaeum, unter dem Pseudonym Verificator eine Reihe an Briefen, in denen er Edwards’ irreführende Verwendung von Bibliotheksstatistiken kritisierte und eine manipulative Absicht dahinter nicht ausschloss.
Bis 1857 war Watts gleichzeitig für zeitgenössische fremdsprachige Literatur und die Anschaffung älterer Werke zuständig. 1845 verfasste er mit Panizzi einen Bericht über die finanzielle Lage des British Museums, der eine großzügige Förderung desselben zur Folge hatte. Zwei Jahre später führte Watts ein selbst entwickeltes "elastisches" Aufstellungssystem ein, das eventuelle spätere Umschlichtungen vereinfachen sollte, und ließ den Bibliothekskatalog erstmals drucken. Aufgrund dieser Verdienste wurde Watts’ Jahresgehalt 1851 auf £300 angehoben (davor verdiente er £215 jährlich). Von da an begann Watts intensiv mit der Anschaffung wertvoller Drucke, darunter große Teile der Bibliotheken von P. August Fischer, dem Buchhändler Andrade und dem Japanforscher Philipp Franz von Siebold.
Insgesamt erfreute sich Watts einer großen Beliebtheit im British Museum, was William Brenchley Rye in einem Brief auf die "bärige Liebenswürdigkeit" seines Vorgesetzten zurückführte.

### Krankheit und Tod
Als Watts im August 1869 mit seinen beiden Geschwistern eine Urlaubsreise unternahm, verletzte er sich beim Aussteigen aus der Kutsche vor dem Crown Hotel in Bridgnorth das rechte Bein und musste vor Ort medizinisch behandelt werden. Da sich nach zehn Tagen Bettruhe noch immer keine Besserung zeigte, konsultierte Watts einen Londoner Arzt, der Phlebitis diagnostizierte und erneut strenge Bettruhe verschrieb. Am Morgen des 8. September 1869 verkündete der Arzt, dass Watts nun bald seine Arbeit wieder aufnehmen dürfe, doch dieser erlitt nur wenige Stunden später einen Herzinfarkt und verstarb am Nachmittag an den Folgen.
Am 15. September 1869 wurde Watts neben seiner Mutter am Highgate Cemetery beigesetzt. Viele seiner Kollegen wohnten dem Begräbnis bei, darunter sein Nachfolger George Bullen, Samuel Birch und Sir Campbell Clarke.

## Publikationen
- A letter to Antonio Panizzi, Esq. Keeper of the Printed Books in the British Museum on the reputed earliest printed newspaper, The English Mercurie, 1588. London: William Pickering, 1839.
- Sketch of the History of the Welsh Language and Literature. (Erstausgabe vermutlich vor 1861 in Charles Knights English Cyclopaedia)
- The Biographical Dictionary of the Society for the Diffusion of Useful Knowledge. London: Longman, Brown, Green, and Longmans 1842–1844. (weitere Bände waren geplant, wurden aber nicht vollendet)